# Fattiga riddare och stora svenskar
Fattiga riddare och stora svenskar är en roman av Klas Östergren utgiven 1983.
Romanen utspelar sig i Stockholm 1937 och skildrar begynnelsen av en ny tid formad av ett dunkelt samspel mellan kapitalismens krafter och det gryende folkhemmets skapare.

## Handling
Huvudperson är Florian Kroull som sägs vara oäkta son till Thomas Manns romanfigur svindlaren Felix Krull. Han får i uppdrag att ta tjänst hos filmmagnaten Rupert D. Bolin för att mörda denne. Bolin har gjort den kontroversiella och av censuren förbjudna  filmen Stora svenskar som avslöjar ett hemligt samförstånd mellan Ivar Kreuger och Per Albin Hansson. Bolin vet att han har många fiender och är hotad till livet men råkar av misstag spränga sig själv och sin hustru i luften, och alla tror att det är Florian som har gjort det. Florian får efter en rad missförstånd ryktet om att vara stadens nya gangsterboss, ges smeknamnet Mr K och tillskrivs de mest vidunderliga egenskaper, fast han egentligen är ganska trögtänkt. Florian utnyttjar situationen för att uppvakta den vackra Viktoria Koriander, dotter till den excentriske kuriosahandlaren Harald M. Koriander i Gamla stan. Samtidigt jagar den mystiske journalisten Pope Florian för att få tag i kopian till filmen (som Pope i hemlighet skrivit manus till) i utbyte mot att inte avslöja Florians verkliga identitet. Men den förvirrade Florian förstår ingenting och går till slut under med ett ödesdigert snedsteg. Viktoria föder Florians son, men dör i barnsäng och sonen tas om hand av Harald M. Koriander och hans hustru.

## Mottagande
Romanen fick vid sin utgivning ett blandat mottagande. Bland de övervägande positiva hörde Åke Leijonhufvud i Sydsvenskan som tyckte att "berättelsen lyfter och läsaren sitter där, rörd till skratt och tårar". Andra hade starka invändningar mot samhällsanalysen: "Som iakttagare av tillvarons förföriska yta är han charmfull och skojig. Som analytiker är han däremot snarast en skojare" skrev Caj Lundgren i Svenska Dagbladet. I intervjuboken Östergren om Östergren (2007) säger Klas Östergren att han ofta fått höra att det är en av hans bästa böcker, men hans egen dom över romanen är sträng: "Det finns lite som griper tag eller berör i denna bok...Det är en bok som är mycket problematisk för mig att se på med nykter blick. Den sticker i mig ibland."

## Utgåvor
- Fattiga riddare och stora svenskar, Bonniers 1983 ISBN 91-0-045604-7
- Fattiga riddare och stora svenskar, MånPocket 1984 ISBN 91-7642-191-0
- Fattiga riddare och stora svenskar, Bonniers Bokklubben Svalan 1984 ISBN 91-0-048483-0
- Fattiga riddare och stora svenskar, Bonnierpocket 1993 ISBN 91-0-055723-4
- Fattiga riddare och stora svenskar, Bonnierpocket 2010 ISBN 9789174290264